# 267. strelska divizija (ZSSR)
267. strelska divizija (izvirno rusko 267. стрелковая дивизия; kratica 267. SD) je bila strelska divizija Rdeče armade v času druge svetovne vojne.

## Zgodovina
Divizija je bila ustanovljena avgusta 1941 in uničena junija 1942. Ponovno je bila ustanovljena septembra 1942 in razpuščena leta 1946; divizijski štab so dodelili 75. gardni strelski diviziji.